# Colombiaanse chachalaca
De Colombiaanse chachalaca (Ortalis columbiana) is een vogel uit de familie sjakohoenders en hokko's (Cracidae). De wetenschappelijke naam van de soort is voor het eerst geldig gepubliceerd in 1906 door Hellmayr.

## Voorkomen
De soort is endemisch in het noordelijke deel van Centraal-Colombia.